# Tustrup (Hørning Sogn)
 For alternative betydninger, se Tustrup. (Se også artikler, som begynder med Tustrup)
Tustrup er en hovedgård som er dannet i 1657 af Hans Friis til Clausholm og ligger 2 km Syd for byen Hørning nær Alling Å i Hørning Sogn, Sønderhald Herred, Randers Kommune. Hovedbygningen er opført i 1809 og tilbygget i 1862. Tustrup Gods er på 723 hektar med Hørninggård og Visborggård Skov. Hovedbygningen er opført i 1809 og
består af en midtfløj i 2 etager og 2 Sidefløje

## Ejere af Tustrup
- (1656-1695) Hans Christensen Friis
- (1695-1711) Gregers Hansen Friis
- (1711-1726) Christian Friis
- (1726-1731) Christian Rantzau-Friis
- (1731-1741) Joachim Lavesen Beck-Friis
- (1741-1761) Corfitz Ludvig Joachimsen Beck-Friis
- (1761-1784) Joachim Corfitzen Beck-Friis
- (1784-1787) Christian Kallager
- (1787) Peter Severin Fønss / Johan Frederik Carøe
- (1787-1795) Anders Dyhr
- (1795-1805) Anders Sørensen Møller
- (1805-1806) Anna Levinsen gift (1) Møller (2) Dienstmann
- (1806-1810) Laurids P. Dienstmann
- (1810-1833) Holger baron Rosenkrantz
- (1833-1860) Anders Pind
- (1860-1898) Jens Andersen Pind
- (1898-1905) Herman Løvenskiold
- (1905-1911) Niels Frederik Johansen
- (1911-1914) P. Horn
- (1914-1921) Axel Hvass
- (1921-1922) Enkefru Hvass
- (1922-1923) H.W. Ehnhuus
- (1923) Christopher Adam Valdemar greve Knuth
- (1923-1942) Kristian Frederik greve Knuth
- (1942-1971) Ejendomsaktieselskabet D. F. T. A/S
- (1971-1992) Johanne Marie Louis-Hansen
- (1992-) Niels Peter Louis-Hansen

## Eksterne kilder og henvisninger
1. ↑  Om Tustrup i J.P. Trap:Kongeriget Danmark.

- Om Tustrup  Arkiveret 2. april 2015 hos  Wayback Machine på skeel.info
- Dansk Center for Herregårdsforskning: Tustrup Arkiveret 30. januar 2018 hos  Wayback Machine, hentet 29. januar 2018.

|  | Denne artikel om en bygning eller et bygningsværk kan blive bedre, hvis der indsættes et (bedre) billede. Du kan hjælpe ved at afsøge Wikimedia Commons for et passende billede eller lægge et op på Wikimedia Commons med en af de tilladte licenser og indsætte det i artiklen. |

56°23′50″N 10°11′23″Ø / 56.39722°N 10.18972°Ø